# 潜水服と蝶
『潜水服と蝶』（Assigné à résidence）はフランス人監督ジャン＝ジャック・ベネックスによるドキュメンタリー。

## ストーリー
雑誌フランス版「エル」誌の編集長であったジャン＝ドミニック・ボービーは、1995年12月8日に脳出血により意識を失う。長いこん睡状態から目を覚ました時には、瞬き以外の全運動機能を失うLIS(locked-in-syndrome）と診断される。
この唯一の外部との意思疎通の手段である左目のまばたきのみで、フリーランス編集者のクロード・マンディビルと共に著書『潜水服は蝶の夢を見る』を仕上げる。
ジャン＝ジャック・ベネックスはこの過程をドキュメンタリーとして撮影。

## スタッフ
- 監督 : ジャン＝ジャック・ベネックス
- 制作 : カルゴ・フィルム、フランス 2共同制作
- 撮影 : ジャン＝フランソワ・ロバン
- 編集 :  キャトリーヌ・エイロール　ペックス

- 27分